# 다케다 노부히로
다케다 노부히로(일본어: 武田 修宏, 1967년 5월 10일 ~ )는 일본의 전 축구 선수이다.

## 구단 경력
1986년 일본 사커 리그의 요미우리(베르디 가와사키, 도쿄 베르디)에 입단했다. 5번의 리그 우승을 차지했다. 1997년까지 243경기에 출전하여, 108득점을 넣었다. 1997년 교토 퍼플 상가로 이적했다. 1998년부터 1999년까지 제프 유나이티드 이치하라에서 뛰었다. 2000년 베르디 가와사키로 복귀했다. 2001년후 현역 은퇴.

## 국가대표팀 경력
그는 1987년 하계 올림픽 예선에 참가할 일본 국가대표팀에 발탁되었으며, 4월 8일 인도네시아와의 경기에서 데뷔, 1득점을 넣었다. 1990년과 1994년 아시안 게임, 1992년 AFC 아시안컵에도 출전, 1992년 아시안컵 우승에 기여했다. 그는 1994년까지 국제 A매치 통산 18경기에 출전, 1득점을 넣었다.

## 통계
| 일본 | 일본 | 일본 |
| 연도 | 출전 | 득점 |
| ---- | ---- | ---- |
| 1987 | 4    | 1    |
| 1988 | 0    | 0    |
| 1989 | 0    | 0    |
| 1990 | 4    | 0    |
| 1991 | 2    | 0    |
| 1992 | 2    | 0    |
| 1993 | 4    | 0    |
| 1994 | 2    | 0    |
| 통산 | 18   | 1    |